# Elke König
Elke König (Colonia, 28 de enero de 1954) es una auditora alemana. Entre 2012 y 2014 fue la presidenta de la Autoridad Supervisora Financiera Federal (BaFin). Desde diciembre de 2014 es la Directora Ejecutiva de la Junta Única de Resolución (SRB) del Mecanismo Único de Resolución, que tiene sede en Bruselas.

## Biografía
Elke König nació en Colonia (Renania). Estudió Administración de empresas en la Universidad de Colonia de 1972 a 1976, donde posteriormente realizó su doctorado (Dr. rer. pol.) entre 1976-1980.
De 1980 a 1990,  trabajó para KPMG Deutsche Treuhandgesellschaft en Colonia como auditora y asesora de seguros; desde 1986 como auditora con un estatuto especial (“Prokuristin”) y desde 1988 como directora y socia. De 1990 a 2002, fue miembro del consejo de administración del grupo Múnich Re, Dr. König era Jefa del departamento de contabilidad antes de fichar por Hannover Rückversicherung AG como Director de finanzas (CFO). De 2010 hasta finales de 2011, Dr. König fue miembro de la Junta de Normas Internacionales de Contabilidad (IASB) en Londres.
En enero de 2012, König sucedió a Jochen Sanio como presidente de la Autoridad Supervisora Financiera Federal (BaFin) en Bonn. El nombramiento en el cargo tuvo lugar formalmente el 24 de enero de 2012 en Fráncfort. En 2015 fue sucedida por Felix Hufeld, al asumir el puesto de Directora Ejecutiva de la Junta Única de Resolución (JUR, o SRB en inglés).
En 2014 fue nombrada Presidenta de la Junta Única de Resolución, asumiendo el puesto en 2015 cuando ésta, como parte del Mecanismo Único de Resolución, entró en vigor. Hacia 1 de enero de 2016, la JUR se hizo responsable de la resolución bancaria en Europa. Desde luego, se convirtió en la autoridad de resolución de alrededor de 143 entidades significativas en la eurozona. 
Entre las tareas principales de la JUR se encuentran los siguientes objetivos:
- Fortalecer la resolubilidad para entidades de la JUR y entidades menos significativas, colaborando asimismo con las Autoridades Nacionales de Resolución (ANR), entre las cuales se halla el FROB, quienes se encargan de las Entidades menos significativas.
- Fomentar un marco de resolución sólida.
- Preparar y llevar a cabo una gestión efectiva de las crisis bancarias.

## Publicaciones
- Contabilidad externa enfocada a radioemisores públicos en la República Federal Alemana: Reflexiones alineadas a los intereses de información de la contabilidad externa de la audiencia. Serie del Instituto de Derecho de las Telecomunicaciones en la Universidad de Colonia, Vol. 35; simultáneamente disertación Univ. Colonia 1981. C.H. Beck, Múnich 1983, ISBN 3-406-09335-3.